# Kjeld Rasmussen
 Der er flere personer med dette navn, se Kjeld Rasmussen (flertydig).
Kjeld Rasmussen (født 27. december 1926, død 19. maj 2018) var borgmester i Brøndby, valgt for Socialdemokratiet.
Han blev byrådsmedlem i 1958 og borgmester i 1966. 1. juli 2005 gik han af og blev afløst af partifællen Ib Terp. Kjeld Rasmussen er stadig indehaver af rekorden som Danmarks længst siddende borgmester.